# Ricardo Castella
Ricardo Castella Serrano (Madrid, 1 de enero de 1974) es un humorista, actor, director y presentador español conocido actualmente por La Revuelta de La 1.

## Biografía
Desde pequeño Ricardo sentía curiosidad por las cámaras. Su sentido del humor e inteligencia le abrieron puertas desde pequeño, siendo presentador de todas las fiestas de fin de curso de la escuela. Además tocaba sus propios instrumentos, siendo una persona muy popular en el barrio. 
Su primera actuación fue para una recaudación de fondos que organizó él mismo, para la financiación de su viaje de fin de curso. 
Empezó a estudiar telecomunicaciones en la Escuela Técnica Superior de Ingenieros de Telecomunicación de Madrid pero posteriormente abandonó la carrera para trabajar como extra en la serie Hospital Central. Empezó su carrera como humorista en diversos espacios de Paramount Comedy, entre los que condujo su propio programa de entrevistas, Nada que perder, y fue coordinador de Nuevos cómicos, programa de la cadena que capta nuevos talentos del humor llegando incluso a ser director de monólogos de la Paramount Comedy.
Colaboró en el programa de Cuatro Noche Hache, y presentó El sacapuntas, de Antena 3. En la temporada 2008-2009 realizó una colaboración en el magazín Tal cual lo contamos en Antena 3.
A finales de 2009 estrenó el musical de pequeño formato Cómico bueno cómico muerto, del que es además compositor de la música y coautor del guion junto a Juan Diego Martín.
Entre el 11 de enero y el 15 de febrero de 2010, condujo un programa deportivo junto a Dani Mateo en la cadena de televisión La Sexta, llamado Periodistas FC.
El 28 de junio de 2010 se unió al equipo de Sé lo que hicisteis..., coincidiendo con los 800 programas de este espacio. El 1 de octubre de 2010 se marchó del programa Sé lo que hicisteis.....
En junio de 2011 estrenó en el teatro la comedia musical Nunca es tarde, que coprotagoniza con otro excolaborador de Sé lo que hicisteis..., Ángel Martín.
En 2015 interpreta a Lolo Navarro en Algo que celebrar en Antena 3.
Desde septiembre de 2016 es director de LocoMundo, programa de El Terrat en #0 presentado por el cómico Quequé, (anteriormente por David Broncano) y representa su propio espectáculo en teatros.
Desde febrero de 2018 es también director del programa La resistencia, también en #0 y presentado por David Broncano.

## Trayectoria en televisión
- 2005: Nada que perder en Paramount Comedy[16]
- 2005-2008: Noche Hache en Cuatro
- 2008: El sacapuntas en Antena 3
- 2008-2009: Tal cual lo contamos en Antena 3
- 2010: Periodistas FC en La Sexta
- 2010: Sé lo que hicisteis en La Sexta
- 2016-2017:  LocoMundo en #0
- 2018-2024: La resistencia en #0 (codirector y músico)
- 2024-presente: La revuelta en La 1 (codirector y músico)

### Series de televisión
| Año  | Serie                | Canal          | Personaje                  | Notas       |
| ---- | -------------------- | -------------- | -------------------------- | ----------- |
| 2008 | Muchachada nui       | La 2           | Escudero                   | 1 episodio  |
| 2011 | Museo Coconut        | Neox           | Presentador de Mano blanda | 1 episodio  |
| 2015 | Algo que celebrar    | Antena 3       | Lolo Navarro               | 8 episodios |
| 2017 | El fin de la comedia | Comedy Central |                            | 1 episodio  |
| 2017 | Vergüenza            | #0             | Cuñado                     | 1 episodio  |
| 2018 | Cuerpo de élite      | Antena 3       | Dani Cabrera               | 1 episodio  |
| 2019 | Capítulo 0           | #0             | Doctor                     | 1 episodio  |
| 2020 | Amar es para siempre | Antena 3       | Vendedor de churros        | 2 episodios |

## Filmografía
| Año  | Película                     | Papel              | Notas |
| ---- | ---------------------------- | ------------------ | ----- |
| 2018 | El mejor verano de mi vida   | Director de ventas |       |
| 2020 | Hasta que la boda nos separe | Ernesto            |       |
| 2021 | García y García              | Héctor             |       |
| 2023 | El hotel de los líos         | Hector             |       |